# Pseudotropheus tursiops
Espèce
Statut de conservation UICN

 NT  : Quasi menacé
Pseudotropheus tursiops est une espèce de poisson de la famille des cichlidae et de l'ordre des Cichliformes. Cette espèce comme son genre Pseudotropheus est originaire et endémique du lac Malawi en Afrique. Plus précisément à « Chisumulu Island »,.